# Női szinkron toronyugrás a 2020. évi nyári olimpiai játékokon
A 2020. évi nyári olimpiai játékokon a műugrás női szinkron 10 méteres toronyugrás versenyszámát július 27-én rendezték meg a Tokyo Aquatics Centreben.
A mindössze 15 esztendős Csen Jü-hszi (Chen Yuxi), illetve a 17 éves Csang Csia-csi (Zhang Jiaqi) nyerte meg a női szinkrontoronyugrást, több mint 50 ponttal utasítva maguk mögé a mezőnyt. Az ezüstérem az amerikai Delaney Schnell, Jessica Parratto páros nyakába került, míg a dobogó harmadik fokára a mexikóiak kettőse,  Gabriela Agúndez Garcia és Alejandra Orozco Loza állhatott fel.

## Versenynaptár
Az időpont(ok) helyi idő szerint (UTC +09:00), zárójelben magyar idő szerint olvasható(ak).
| Dátum                  | Időpont       | Forduló |
| ---------------------- | ------------- | ------- |
| 2021. július 27., kedd | 15:00 (07:00) | Döntő   |

## Eredmény
| #  | Nemzet                 | Név                                                   | Ugrások | Ugrások | Ugrások | Ugrások | Ugrások | Össz. pontszám |
| #  | Nemzet                 | Név                                                   | 1       | 2       | 3       | 4       | 5       | Össz. pontszám |
| -- | ---------------------- | ----------------------------------------------------- | ------- | ------- | ------- | ------- | ------- | -------------- |
|    | Kína (CHN)             | Csen Jü-hszi (Chen Yuxi) Csang Csia-csi (Zhang Jiaqi) | 53,40   | 57,60   | 81,90   | 86,40   | 84,48   | 363,78         |
|    | Egyesült Államok (USA) | Delaney Schnell Jessica Parratto                      | 45,00   | 46,80   | 70,20   | 70,08   | 78,72   | 310,80         |
|    | Mexikó (MEX)           | Gabriela Agúndez Alejandra Orozco                     | 47,40   | 43,80   | 69,30   | 68,16   | 71,04   | 299,70         |
| 4. | Kanada (CAN)           | Meaghan Benfeito Caeli McKay                          | 49,20   | 51,60   | 71,04   | 51,48   | 75,84   | 299,16         |
| 5. | Németország (GER)      | Tina Punzel Christina Wassen                          | 46,80   | 47,40   | 69,12   | 58,50   | 71,04   | 292,86         |
| 6. | Japán (JPN)            | Arai Macuri Itahasi Minami                            | 46,20   | 48,00   | 64,68   | 71,10   | 61,44   | 291,42         |
| 7. | Nagy-Britannia (GBR)   | Eden Cheng Lois Toulson                               | 43,20   | 47,40   | 58,50   | 71,04   | 69,12   | 289,26         |
| 8. | Malajzia (MAS)         | Pandelela Rinong Pamg Leong Mun Yee                   | 50,40   | 49,80   | 54,90   | 64,32   | 58,56   | 277,98         |